# Pier Paolo Pasolini - Una visione nuova
Pier Paolo Pasolini - Una visione nuova è un docufilm del 2023 diretto da Giancarlo Scarchilli.
La pellicola racconta di personalità che hanno avuto un significativo cambio di rotta della propria vita dopo essere entrate in contatto con Pasolini.
Prodotto da MG PRODUCTION, in associazione Luce Cinecittà, in collaborazione con Rai Cinema e con Cineteca Nazionale.
È stato presentato in anteprima alla quarantesima edizione del Torino Film Festival 2022.
È stato presentato dalla produttrice Morena Gentile con il patrocinio della Camera dei Deputati nella Nuova Aula dei Gruppi parlamentari, Roma il 9 maggio 2023.

## Trama
Il regista Giancarlo Scarchilli focalizza la sua attenzione sulla visione nuova apportata da Pasolini alla letteratura con il romanzo Ragazzi di vita, al cinema col film Accattone e al giornalismo con i suoi famosi e sempre attuali Scritti Corsari.
Nel racconto filmico, due sono i principali punti analizzati ed evidenziati: gli incontri che hanno radicalmente cambiato il destino di molti illustri personaggi, e la capacità di rabdomante del talento altrui di Pasolini, che lo sapeva individuare e far emergere nelle personalità più dissimili.
Bernardo Bertolucci scriveva poesie quando Pasolini lo coinvolse come aiuto regista nel film Accattone; Vincenzo Cerami, autore con Roberto Benigni del film La vita è bella, era un suo allievo di scuola media che fa debuttare nel cinema col film Uccellacci e Uccellini; Dante Ferretti, anche lui pluripremiato Premio Oscar, firmava la sua prima scenografia proprio con Pasolini nel film Medea; Sergio Citti faceva il pittore edile quando divenne il narratore ideale delle borgate romane di cui tanto Pasolini racconterà. La stessa cosa si è verificata con Laura Betti, Danilo Donati, Ennio Morricone e tanti altri. 
Tutte significative personalità del Cinema e della Cultura Italiana, affermatisi successivamente nel mondo, che devono molto del loro successo all'incontro con Pasolini e alla sua carismatica personalità.